# Cabucala macrophylla
Cabucala macrophylla är en oleanderväxtart som beskrevs av Marcel Pichon. Cabucala macrophylla ingår i släktet Cabucala och familjen oleanderväxter. Utöver nominatformen finns också underarten C. m. oxyphylla.